# 哈迪利 (堪薩斯州)
哈迪利（英語：Hardilee）是位於美國堪薩斯州史密斯縣的一個鬼鎮。

## 歷史
哈迪利的郵政局於1882年設立，直到1901年結束營運。

## 地理
哈迪利所處的海拔為高於海平面603米（即1978英呎），而該地所採用的時區為UTC-6，即北美中部時區（CST）。同時該地設有夏令時間，為UTC-6調快一小時，即UTC-5（CDT）。